# Grand-Place de Bruges
Pour les articles homonymes, voir Grand-Place (homonymie).
La Grand-Place (en néerlandais : Grote Markt ou officiellement Markt) est la grand-place de la ville belge de Bruges.
La place, située en plein cœur du centre-ville couvre une superficie de 1 hectare. Au sud de la Grand-Place se trouve le monument principal de la ville, le beffroi de Bruges, datant du XIIe siècle.
On y trouve également le Palais provincial de Bruges.  En face du palais, sur le toit de la Maison Bouchoute, se trouve une girouette reliée à l'anémoscope en façade et une boule dorée qui sert de gnomon pour une des méridiennes de Quetelet.

## Histoire

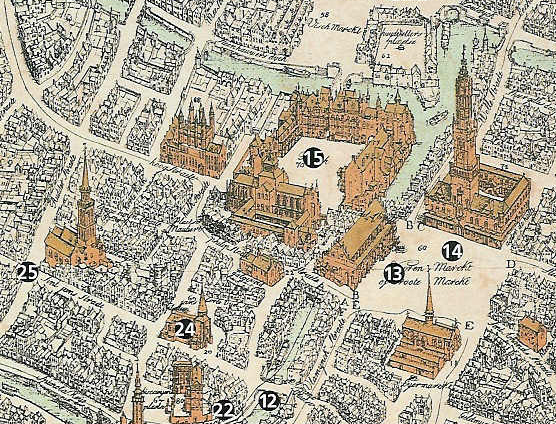
En bas à droite : le Grote Markt (Kooren Marckt of Groote Marckt) en 1562. À gauche de la place se dresse l'ancien Waterhalle, au fond l'église Saint-Christophe
En haut, au centre : le marché au poisson (Visch Marckt).
En bas à gauche : Spinolarei (Spinola Reye).

## Sources
- (nl) Cet article est partiellement ou en totalité issu de l’article de Wikipédia en néerlandais intitulé « Grote Markt (Brugge) » (voir la liste des auteurs).

## Compléments